# Europäische Janusz Korczak Akademie
Die Europäische Janusz Korczak Akademie e. V. (EJKA) ist ein 2009 in München gegründeter Verein. Sie versteht sich als Bildungseinrichtung, deren Tätigkeitsschwerpunkt auf der Förderung jüdischer Jugend- und Erwachsenenbildung, sowie auf interreligiösem Dialog liegt. Die Akademie unterhält drei Bildungszentren, sogenannte Janusz-Korczak-Häuser, in Berlin, Duisburg sowie am Stammsitz in München. Internationale Kooperationen bestehen mit Partnerorganisationen in europäischen Ländern und in Israel sowie den Vereinigten Staaten. Die Akademie ist ein Partner der Jewish Agency for Israel in Deutschland.

## Ziele
Der Verein will durch Vermittlung von Wissen die jüdische Gemeinschaft stärken, sie öffnen und Berührungsängste in jeder Richtung abbauen. Dabei setzt sie auf jüdische Kulturbildung und interreligiösen bzw. interkulturellen Dialog. Die Bildungsprogramme stehen in der klassischen jüdischen Lehrtradition. Ein intensiver Dialog zwischen Lehrenden und Lernenden wird daher besonders gefördert. Die Akademie bezieht sich in ihrer programmatischen und pädagogischen Grundausrichtung auf den polnisch-jüdischen Pädagogen, Autor und Arzt Janusz Korczak und dessen Pädagogik der Achtung. Nach dem jüdischen Konzept von Tikkun Olam („Heilung bzw. Vervollständigung der Welt“) wird als Ziel der eigenen Tätigkeit gesellschaftliches Engagement durch Bildung und Erziehung formuliert. Die Europäische Janusz Korczak Akademie will allen Formen von Vorurteilen und Intoleranz entgegenwirken, wobei naturgemäß der Kampf gegen Antisemitismus eine besonders prominente Position einnimmt.
Zu den zentralen Tätigkeitsfeldern gehören nach eigenen Angaben:
- Historische Perspektive des jüdischen Lebens in Bayern bis zur Gegenwart
- Historisch-politische Bildung (mit Schwerpunkt auf der Erinnerungsarbeit an den Holocaust)
- Kampf gegen Antisemitismus, Ausgrenzung und Fremdenfeindlichkeit
- Israel im Kontext der bayerisch-israelischen Beziehungen
- Medienbildung und Medienkompetenz
- Kinderrechte und Janusz-Korczak-Pädagogik
- Unterstützung von Bildungs- und Sozialinitiativen zur Förderung der jüdischen Gemeinschaft
- Arbeit mit geflüchteten Jugendlichen und jungen Erwachsenen in den Bereichen interkulturelle und demokratische Bildung

Die Akademie ist deutschlandweit aktiv. In der EU entwickelt sie Projekte in Kooperation mit jüdischen Gemeinden und Bildungsinstitutionen in Belgien, Frankreich, Italien, Österreich, Polen und im Vereinigten Königreich. Außerhalb der Europäischen Union liegen die Schwerpunkte ihrer Arbeit in Israel, den GUS-Staaten und den USA.

## Geschichte

### Gründung und Namensgebung
Die EJKA wurde im Mai 2009 von einem kleinen Kreis jüdischer Pädagogen und Eventmanager als offene jüdische Bildungseinrichtung in München gegründet. Ziel war es, „ein freies jüdisches Bildungsinstitut ins Leben zu rufen, das unabhängig von den administrativen Verpflichtungen der klassischen Gemeindearbeit sowie in einem stärker interreligiösen Rahmen operieren sollte, als dies innerhalb der jüdischen Gemeinde möglich gewesen wäre“.
Als Namensgeber für das Bildungsprojekt wurde Janusz Korczak (1878/79–1942) ausgewählt, der in Warschau bis 1942 ein nach den von ihm selbst aufgestellten Grundsätzen der „Pädagogik der Achtung“ geführtes Waisenhaus betrieb, dessen Kindern er bis zum Transport in ein Todeslager im Sommer 1942 beistand.

### Aufbau und Wachstum
Von 2010 bis 2015 veranstaltete die EJKA in München um den Internationalen Tag der Kinderrechte am 20. November die Janusz-Korczak-Woche bzw. Janusz-Korczak-Woche. Die EJKA eröffnete zunächst Standorte in München und Berlin, 2016 folgte ein Standort in Duisburg.
Im Juli 2014 feierte die Akademie im Beisein zahlreicher Gäste, u. a. des Zweiten Bürgermeisters der Landeshauptstadt, Josef Schmid, im Münchner Amerika-Haus ihr fünfjähriges Bestehen.

## Standorte

### München
Das Janusz-Korczak-Haus München ist das älteste und größte der bislang drei Korczak-Häuser und existiert seit der Gründung der Akademie 2009 als Stammhaus. Neben Einzelveranstaltungen und Bildungsprogrammen finden hier regelmäßig unter anderem interkulturelle und interreligiöse Begegnungen im Rahmen des Gesher-Programms, die jährliche Janusz-Korczak-Woche sowie verschiedene Graswurzelprojekte statt.

### Berlin
Das Janusz-Korczak-Haus Berlin wurde 2015 eröffnet und koordiniert seitdem die Aktivitäten der Akademie in Berlin und in Brandenburg. Im ersten eigenständigen Berliner Projekt, Gelebte Vielfalt und Anerkennung, erforschten jüdische Jugendliche aus Berlin und Brandenburg die Geschichte berühmter jüdischer Berliner und setzen sich mit deren Biographien auseinander. Weitere Programme in Berlin umfassen Ausstellungen, Vorträge, Leadership-Kurse und Jugendbildung in Form von Mal- und Theaterworkshops.

### Nordrhein-Westfalen (Duisburg)
Das Janusz-Korczak-Haus Duisburg wurde 2016 eröffnet und koordiniert seitdem die Aktivitäten der Akademie in Nordrhein-Westfalen. In enger Zusammenarbeit mit der Jüdischen Gemeinde Duisburg-Mülheim/Ruhr-Oberhausen bietet es ein Bildungs- und Kulturprogramm.

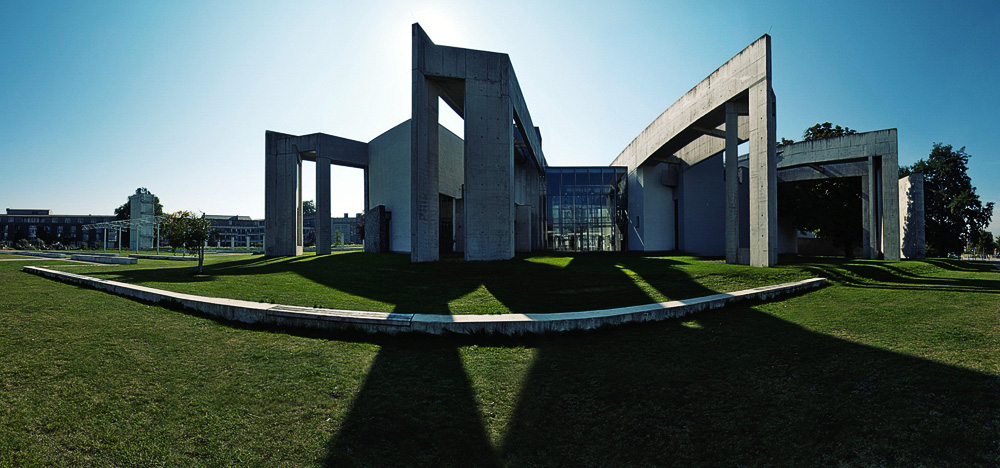
Viele Veranstaltungen des Janusz-Korczak-Hauses Nordrhein-Westfalen finden in den Räumlichkeiten der Jüdischen Gemeinde Duisburg statt.

## Programme und Projekte
Die Akademie gibt ein jährliches Jahresprogrammheft für das akademische Jahr heraus: 2015/2016 und 2017/18 für alle Standorte gemeinsam bzw. 2018/2019 für einzelne Standorte.

### Ausstellungen
In den Räumlichkeiten der Akademie finden vier- bis sechsmal im Jahr Kunst- und Fotoausstellungen statt. Gezeigt werden zumeist Werke jüdischer Künstler, wobei oft Migrationserfahrungen etwa aus der Sowjetunion oder nach Israel im Mittelpunkt stehen. Gelegentlich finden diese Ausstellung auch in Kooperation mit anderen Kulturinstitutionen statt, so etwa die Ausstellung 500 Jahre Ghetto in Venedig – eine Spurensuche im Oktober 2016 (in Kooperation mit dem Istituto Italiano di Cultura München) oder die Fotoausstellung The Place To Be, die Fotos der Janusz-Korczak-Schule im israelischen Petach Tikwa zeigte, welche von deren Schülern mit Lernbehinderungen aufgenommen worden waren. Selten werden von der Akademie organisierte Ausstellungen auch an anderen Orten gezeigt.

### Gesher
Wenngleich die Akademie als Bildungseinrichtung gegründet wurde, legte sie doch von Beginn an besonderen Wert auf die interreligiöse und interkulturelle Arbeit, deren Events alsbald unter dem Label Gesher (hebr. "Brücke") zusammengefasst wurden. Gesher organisiert u. a. Vorträge, Ausstellungen und gemeinsame Veranstaltungen mit verschiedenen Kooperationspartnern, u. a. verschiedenen alevitischen und jesidischen Vereinen.

### Jüdisches Zentrum für Medienkompetenz
Zur Professionalisierung der Arbeit im medialen Bereich wurde 2013 das JZMK als erste derartige jüdische Institution im deutschsprachigen Raum gegründet. In Anlehnung an das englische Konzept der sog. Media Literacy sollen Fertigkeiten sowohl beim aktiven als auch beim passiven Umgang mit Medien vermittelt und jüdische Stimmen bzw. Perspektiven im öffentlichen Diskurs der deutschsprachigen Länder gestärkt werden. Zentraler Bestandteil der Aktivität sind somit die Professionalisierung der Medienarbeit in den und außerhalb der Gemeinden sowie die Bekämpfung von Antisemitismus und Israelfeindlichkeit.
Zu den regelmäßigen Veranstaltungen des JZMK zählt insbesondere der jährlich im Frühjahr stattfindende Schwerpunkttag Medien. Darüber hinaus betreibt das Zentrum aktuell die Projekte MediaWatch, in dessen Rahmen Antisemitismus und Israelfeindlichkeit in der deutschen Presselandschaft beobachtet werden, und Rent a Jew, das jüdische Referenten an Schulen und vergleichbare Organisationen vermittelt und dabei Aufklärung über das Judentum mit einem Blick auf die leibhaftige Wirklichkeit jüdischen Lebens in Deutschland verbindet.
Seit seiner Gründung betreute das JZMK außerdem u. a. das Film- und Zeitschriftenprojekt Jung, Jüdisch, Bayerisch (2014/15) sowie die Wanderausstellung EXODUS - Europa ohne Juden?, die seit 2015 u. a. im Bayerischen Landtag zu sehen war.

### Mishpacha
Das jüdische Familienzentrum Mishpacha wurde 2010 gegründet und richtete sich ausdrücklich sowohl an die alteingesessene jüdische Bevölkerung Münchens und der Umgebung als auch an israelische Familien, die erst seit Kurzem oder nur vorübergehend in München leben. Die Tätigkeiten konzentrieren sich häufig auf jüdische Feiertage, insbesondere solche, die, wie etwa Purim und Chanukka, für Kinder besonders interessant sind. Seit 2015 wird das Familienzentrum von Elena Graetz geleitet.

### Nevatim-Kolleg
Nachdem der Kooperationspartner der Akademie, die Jewish Agency for Israel, 2012 das Nevatim-Programm (hebr. Nevatim: "Sprossen") zur ideellen und finanziellen Unterstützung von Bildungsprojekten und diesbezüglichen Graswurzelinitiativen junger jüdischer Initiatoren auflegte, bietet die Akademie seit 2014 mit dem Nevatim-Kolleg einen einjährigen Vorbereitungskurs an, der Interessierten mit einer Projektidee die Fertigkeiten zu Planung und Umsetzung an die Hand gibt. Hierzu finden über das Jahr verteilt drei Wochenendseminare sowie mehrere Seminare statt. Die Teilnahme am zweijährlich stattfindenden Nevatim-Kolleg wird von der Akademie wie auch der Jewish Agency for Israel gemeinsam zertifiziert.

### Youthbridge
Seit 2017 bietet die Akademie in München das Projekt Youthbridge (engl.: „Jugendbrücke“) an. In diesem Projekt, das ursprünglich aus den USA stammt, kommen junge Menschen verschiedener Herkunft, Muttersprache und Religion zusammen. Sie absolvieren ein zweijähriges Leadership-Programm und setzen eigene soziale, mediale und kulturelle Initiativen um. So bauen sie Brücken zwischen verschiedenen Communities vor Ort. Das Projekt soll auch ein Beitrag gegen Hass, Ausgrenzung und Radikalisierung sein. Das Projekt gewann den 3. Platz des Bayerischen Integrationspreises 2021, der unter dem Motto „Integration von Kindern und Jugendlichen – Gemeinsam Zukunft gestalten!“ stand.

### Schalom Ukraine
Angesichts der Menschen auf der Flucht vor dem russischen Überfall auf die Ukraine initiierte die EJKA 2022 das Projekt „Schalom Ukraine“ zur Unterstützung geflüchteter Kinder.

### Janusz Korczak-Preis für Menschlichkeit
Mit dem Janusz-Korczak-Preis für Menschlichkeit ehrt die Europäische Janusz Korczak Akademie seit 2017 Persönlichkeiten, Institutionen oder Organisationen, die sich in besonderem Maße um die Förderung der Menschen- bzw. Kinderrechte, die friedliche Konfliktlösung und die Bekämpfung von Hass, Gewalt und Menschenfeindlichkeit verdient gemacht haben. Der erste Empfänger des Preises war der nordrhein-westfälische Richter Jan-Robert von Renesse. Der zweite Empfänger, im Jahr 2019, war Mathias Döpfner. Der Preis wurde 2022 zweimal verliehen, an den Religionspädagogen German Djanatliev und an die IDF Widows and Orphans Organization.